# Zootropolis
Zootropolis (Zootopia) è un film d'animazione del 2016 diretto da Byron Howard e Rich Moore, prodotto da Walt Disney Animation Studios (facente parte di Walt Disney Pictures). Si tratta del 55º Classico Disney, secondo il canone ufficiale.
Insieme a Oceania, ha segnato la settima volta che due classici Disney sono stati distribuiti nello stesso anno. Acclamato sia dalla critica che dal pubblico, la pellicola ha ricevuto numerosi riconoscimenti, tra cui l'Oscar al miglior film d'animazione nel 2017, il Golden Globe nella stessa categoria, oltre a sei Annie Award.

## Trama
Judy Hopps, una coniglietta originaria di Bunnyburrow, coltiva il suo sogno d'infanzia di diventare un ufficiale di polizia nella città di Zootropolis. Il primo giorno di lavoro, malgrado abbia frequentato con grandi risultati l'accademia di polizia, Judy è relegata al ruolo di ausiliario del traffico da parte di Capitan Bogo, un bufalo, che dubita del suo potenziale a causa delle sue dimensioni. Nel frattempo, Bogo spiega che negli ultimi tempi a Zootropolis sono scomparsi 14 predatori senza lasciare tracce. Al suo primo giorno, Judy si imbatte nella volpe Nick Wilde e nel fennec Finnick, due truffatori.
Il giorno seguente, Judy abbandona il suo lavoro per arrestare Duke Donnolesi, una donnola che ha rubato dei bulbi vegetali. Bogo la rimprovera, ma una lontra, Mrs. Otterton, entra nell'ufficio del capitano chiedendo a qualcuno di trovare suo marito Emmitt, il quattordicesimo caso di predatore scomparso a Zootropolis. La protagonista si offre di ritrovarle il marito, e il capo si ritrova costretto ad accettare poiché l'assistente del sindaco, la pecorella Dawn Bellwether, elogia l'intraprendenza di Judy; Bogo concede alla coniglietta 48 ore per trovare Otterton, a condizione che dia le dimissioni se fallisce.
Dopo aver scoperto che Nick era presente nei pressi dell'ultimo avvistamento di Otterton, Judy lo ricatta per aiutarla registrando segretamente una confessione spontanea sulla sua evasione fiscale. Scoprono che Otterton è salito su una limousine di proprietà del criminale Mr. Big, un topo ragno artico, il quale rivela che Otterton, il suo fiorista, è diventato "selvaggio" e ha attaccato il suo autista, una pantera di nome Manchas. A casa sua, Manchas afferma che Otterton aveva menzionato gli "ululatori notturni" dopo l'attacco; poco dopo, però, egli stesso diventa selvaggio e attacca la coppia. Judy salva Nick bloccando il felino e chiama la polizia, ma quando arrivano Bogo e altri agenti, la pantera è scomparsa. Bogo pretende le dimissioni della coniglietta, ma Nick gli ricorda coraggiosamente che Judy ha ancora 10 ore per risolvere il caso.
Al municipio, Bellwether dà ai due amici l'accesso al sistema di telecamere stradali della città. I due scoprono che Manchas è stato catturato dai lupi, e Judy suppone siano loro gli "ululatori notturni". Troveranno Otterton e gli altri predatori scomparsi imprigionati al Cliffside Asylum, un vecchio ospedale dismesso fuori città, dove il sindaco, il leone Leodore Lionheart, li tiene nascosti mentre una scienziata cerca di determinare la causa del loro strano comportamento. Lionheart e coloro che sono coinvolti vengono arrestati e Bellwether diventa il nuovo sindaco. Judy, lodata per aver risolto il caso, è ora amica di Nick e gli chiede di unirsi al corpo di polizia come suo partner; Nick però viene sconvolto in una successiva conferenza stampa, in cui Judy suggerisce una causa biologica per il comportamento selvaggio dei predatori, facendolo andare via deluso e arrabbiato. Le sue osservazioni provocano tensioni tra predatori e prede e Judy, presa dai sensi di colpa, abbandona il suo lavoro.
Tornata a Bunnyburrow, Judy capisce che gli ululatori notturni non sono lupi, ma in realtà dei fiori tossici che hanno gravi effetti stupefacenti su qualsiasi tipo di mammifero. Dopo che lei torna a Zootropolis e si riconcilia con Nick, i due trovano Donnolesi, che dice loro che gli ululatori notturni che stava rubando erano per un montone chiamato Doug. Nick e Judy trovano Doug in un laboratorio nascosto nei tunnel della metropolitana, dove crea una droga illegale fatta da ululatori notturni, che spara ai predatori con una pistola a dardi.
I due amici si impossessano della pistola e del siero, ma prima che possano raggiungere la centrale di polizia, Bellwether li trova e ruba le prove, rivelandosi come il capo di una cospirazione che punta alla supremazia delle prede. Dopo che Nick rifiuta di abbandonare l'amica rimasta ferita, i due restano intrappolati in una teca interrata, e Bellwether spara un proiettile di siero alla volpe per spingerlo ad uccidere la coniglietta e chiama la polizia. Quando però vede che la coppia ha sostituito i proiettili di siero nella pistola di Bellwether con dei mirtilli, la furibonda pecora minaccia di incolpare Judy e Nick per gli attacchi, ma Judy ha registrato la confessione di Bellwether. Bogo e la polizia arrivano e Bellwether viene arrestata per il suo tradimento.
Nel notiziario che segue, Lionheart nega la conoscenza del piano di Bellwether e afferma che il suo sequestro dei predatori impazziti è stata "la cosa sbagliata per la ragione giusta". Gli animali selvaggi sono curati con un antidoto, Judy ritorna agente e Nick diventa la prima volpe ufficiale della polizia della città, oltre che il suo partner. Per festeggiare, tutti gli abitanti della città assistono al concerto di Gazelle, dove canta la canzone Try Everything.

## Personaggi
- Judy Hopps: è una piccola e audace coniglietta che ha lasciato la vita di campagna per intraprendere una carriera da poliziotta nella città di Zootropolis. È doppiata in originale da Ginnifer Goodwin e in italiano da Ilaria Latini.
- Nicholas "Nick" Wilde: è una volpe rossa esperto nelle truffe, dalla parlantina fluente e sarcastica, che si ritrova a collaborare con Judy per risolvere un caso particolare. È doppiato in originale da Jason Bateman e in italiano da Alessandro Quarta.
- Dawn Bellwether: è una pecorella, segretaria personale del sindaco Lionheart, nonché futuro sindaco di Zootropolis. È doppiata in originale da Jenny Slate e in italiano da Maria Letizia Scifoni.
- Capitano Bogo: è un gigantesco e imponente bufalo cafro, capo del dipartimento di polizia di Zootropolis. È doppiato in originale da Idris Elba e in italiano da Roberto Fidecaro.
- Benjamin Clawhauser: è un amichevole ghepardo, impiegato al dipartimento di polizia, goloso di donut e grande fan di Gazelle. È doppiato in originale da Nate Torrence e in italiano da Gabriele Patriarca.
- Bonnie e Stu Hopps: sono i genitori di Judy, sono due conigli che lavorano in una fattoria con 275 figli, e che temono per le aspirazioni spropositate di Judy. Bonnie è doppiata in originale da Bonnie Hunt.
- Yax: è un illuminato e flemmatico yak, responsabile di un club di naturisti.
- Sindaco Leodore Lionheart: è un leone, rispettabile e severo ma pomposo sindaco di Zootropolis.
- Signora Otterton: è una lontra nordamericana di fiume, moglie di Emmit Otterton e madre dei loro due figli, che si rivolge a Judy per la scomparsa del marito.
- Doug Ramses: è un montone scienziato.
- Duke Donnolesi (Weaselton): è una donnola ladruncola.
- Gazelle: è una popolare gazzella, avvenente popstar, che tiene a cuore le sorti della città. È doppiata in originale da Shakira (il suo design è infatti ispirato alla celebre popstar latina) e in italiano da Ilaria Stagni.
- Finnick: è un piccolo fennec, compagno di truffe di Nick.
- Flash: è un bradipo estremamente pigro che lavora con ritmi estremamente lenti alla motorizzazione.
- Mr. Big: è un toporagno a capo di una potente organizzazione criminale.

## Produzione
Il 9 agosto 2013, durante la D23 Expo, Disney ha annunciato che Byron Howard, regista di Bolt e Rapunzel, si apprestava a dirigere un film ambientato nel mondo degli animali. Lo stesso Howard ha affermato di aver realizzato il film come omaggio in CGI a Robin Hood, mentre il produttore Clark Spencer si è ispirato al Libro della giungla per produrre questo film.

## Distribuzione
Il primo teaser trailer in inglese è stato distribuito online l'11 giugno 2015, mentre il teaser trailer italiano è stato distribuito il 23 settembre 2015. Il trailer ufficiale italiano è stato distribuito online il 25 novembre 2015.

### Date di uscita
- 10 febbraio 2016 in Belgio[2][3] (Zootropolis, versione fiamminga, Zootopie, versione francese)
- 11 febbraio in Danimarca[4] (Zootropolis)
- 12 febbraio in Spagna[5][6] (Zootrópolis (Versione castigliana), Zootròpolis (Versione catalana))
- 17 febbraio nelle Filippine (Zootopia), in Francia[7] (Zootopie), Indonesia (Zootopia), Paesi Bassi[8] (Zootropolis), Svizzera[9] (Versione francese) (Zootopie)
- 18 febbraio in America Latina[10] (Zootopia), Corea del Sud[11] (주토피아), Italia[12] (Zootropolis), Svizzera[13] (Versione italiana) (Zootropolis)
- 19 febbraio in Polonia[14] (Zwierzogród), Vietnam[15] (Zootopia: Phi Vụ Động Trời)
- 24 febbraio in Svezia[16] (Zootropolis)
- 25 febbraio in Cambogia[17] (Zootopia), Portogallo[18] (Zootrópolis), Singapore[19] (Zootopia)
- 26 febbraio in Islanda (Zootropolis), Norvegia (Zootropolis), Taiwan (動物方城市)
- 3 marzo in Azerbaigian (Zootopia), Croazia[20] (Zootropola), Germania[21] (Zoomania), Grecia[22] (Ζωούπολη), Malaysia (Zootopia), Repubblica Ceca[23] (?), Slovacchia[24] (Zootropolis), Thailandia[25] (นครสัตว์มหาสนุก), Svizzera[26] (Versione tedesca) (Zoomania)
- 4 marzo in Bulgaria[27] (Зоотрополис), Canada[28] (Zootopia), Cina (疯狂动物城), Estonia[29] (Zootropolis), Finlandia[30] (Zootropolis), India (Zootopia (Versione inglese), ज़ूटोपिआ (Versione hindi)), Lettonia (Zootropole), Lituania (Zootropolis), Romania[31] (Zootropolis), Stati Uniti[32] (Zootopia), Turchia (Zootropolis: Hayvanlar Şehri)
- 10 marzo in Ungheria (Zootropolis – Állati nagy balhé)
- 17 marzo in Brasile[33] (Zootopia – Essa Cidade é o Bicho), Ucraina[34] (Зоотрополіс)
- 24 marzo in Hong Kong (優獸大都會), Israele[35] (זוטרופוליס)
- 25 marzo in Irlanda (Zootropolis), Regno Unito[36] (Zootropolis)
- 23 aprile in Giappone[37] (ズートピア)

### Edizione italiana
La direzione del doppiaggio e i dialoghi italiani sono a cura di Massimiliano Manfredi per conto della Royfilm srl. La sonorizzazione, invece, venne affidata alla SDI Media Italia Srl - Roma.
Tale edizione incluse la partecipazione di diversi attori e personalità televisive; tra cui Paolo Ruffini, Frank Matano, Nicola Savino, Leo Gullotta, Teresa Mannino e Diego Abatantuono nei ruoli di Yax, Duke Donnolesi, Flash, Mr. Big, Fru Fru e Finnick.

## Accoglienza

### Incassi
Zootropolis ha incassato 341268248 $ in Nord America e 684253441 $ nel resto del mondo, per un totale di 1025521689 $. È il 14º film d'animazione con maggiori incassi nella storia del cinema, ed il 4º nella storia della Disney, dietro a Frozen - Il regno di ghiaccio.

### Critica
Il film è stato acclamato dalla critica. Sul sito Rotten Tomatoes riceve il 98% delle recensioni professionali positive, basato su 298 recensioni con un voto medio di 8.1/10. Su Metacritic il film ha un punteggio del 78 su 100 basato su 43 recensioni.

## Riconoscimenti
- 2017 - Premi Oscar
  - Miglior film d'animazione
- 2017 - Golden Globe
  - Miglior film d'animazione
- 2017 - Premi BAFTA
  - Candidatura al Miglior film d'animazione
- 2017 - Satellite Award
  - Candidatura al Miglior film d'animazione
- 2017 - Annie Awards
  - Miglior lungometraggio d'animazione
  - Miglior character design in un film d'animazione
  - Miglior regia in un film d'animazione
  - Miglior storyboarding in un film d'animazione
  - Miglior voce in un film d'animazione (pari merito con Oceania)
  - Miglior sceneggiatura in un film d'animazione

## Serie animata
Nel 2020 Jennifer Lee, direttrice creativa dei Walt Disney Animation Studios, ha annunciato una serie di corti basata sul film intitolata Zootropolis+, uscita su Disney+ il 9 novembre 2022.

## Sequel
È in produzione un sequel la cui uscita è prevista per il 26 novembre 2025.